# Feel Special
Feel Special là EP thứ tám của nhóm nhạc nữ Hàn Quốc Twice. Album được JYP Entertainment phát hành vào ngày 23 tháng 9 năm 2019 cùng đĩa đơn "Feel Special". Album được phát hành sau EP tháng 4 năm 2019 của nhóm là Fancy You.

## Quảng bá
Nhóm đã thông báo về EP thông qua Twitter, YouTube, và V Live vào ngày 8 tháng 9 bằng một teaser video với sự xuất hiện của thành viên Nayeon. Teaser cá nhân được tiếp tục phát hành theo thứ tự tuổi của các thành viên cho đến thành viên nhỏ tuổi nhất Tzuyu vào ngày 16 tháng 9. Vào lúc 12 giờ (KST) ngày 10 tháng 9, danh sách bài hát của album được công bố trên mạng xã hội.

## Danh sách bài hát
Thông tin từ trang web chính thức của nhóm.
| STT              | Nhan đề                         | Phổ lời                   | Phổ nhạc                                                                                               | Arrangement                                        | Thời lượng |
| ---------------- | ------------------------------- | ------------------------- | --- | -------------------------------------------------- | ---------- |
| 1.               | "Feel Special"                  | J.Y. Park "The Asiansoul" | J.Y. Park "The Asiansoul" Ollipop Hayley Aitken                                                        | Min Lee "collapsedone"                             | 03:27      |
| 2.               | "Rainbow"                       | Nayeon                    | Alexander Karlsson (JeL) Alexej Viktorovitch (JeL) Mihaela Borislavova Marinova Nikol Genadieva Kaneva | Alexander Karlsson (JeL) Alexej Viktorovitch (JeL) | 02:58      |
| 3.               | "Get Loud"                      | Jihyo JQ                  | Miro Markus Ryan Jhun Anna Timgren                                                                     | Miro Markus Ryan Jhun                              | 03:08      |
| 4.               | "Trick It"                      | Dahyun JQ                 | Melanie Fontana GG Ramirez Jurek Reunamaki 72                                                          | Jurek Reunamaki                                    | 03:15      |
| 5.               | "Love Foolish"                  | Momo Shim Eun-ji          | Shim Eun-ji Versachoi Louise Frick Sveen                                                               | Shim Eun-ji Versachoi                              | 03:12      |
| 6.               | "21:29"                         | Twice                     | Lee Joo-hyoung (MonoTree) Sophia pae                                                                   | Lee Joo-hyoung (MonoTree)                          | 03:49      |
| 7.               | "Breakthrough" (Korean version) | Olivia Choi               | Jan Baars Rajan Muse Ronnie Icon                                                                       | Jan Baars Rajan Muse Ronnie Icon                   | 03:37      |
| Tổng thời lượng: | Tổng thời lượng:                | Tổng thời lượng:          | Tổng thời lượng:                                                                                       | Tổng thời lượng:                                   | 22:06      |